# أم الدم الأبهرية الصدرية العائلية
أُمُّ الدَّمِ الأَبْهَرِيَّة الصَّدْرِيَّة العائِلِيّة أو أم الدم الأبهرية الصدرية الوراثية (بالإنجليزية: Familial thoracic aortic aneurysm)‏، هو اضطراب وراثي جسمي سائد يُصِيب الشرايين الكبيرة في الجسم.

## التشخيص
هناك علاقة بين أم الدم الأبهرية الصدرية، و متلازمة مارفان، الجرعات الضخمة الزائدة من باكلوفين، وكذلك اضطرابات النسيج الضام الوراثية الأخرى.

## الأعراض والعلامات
التكسر التدريجي للكولاجين والإيلاستين والعضلات الملساء الناتج عن الشيخوخة يساهم في إضعاف جدار الشريان. يمكن أن يؤدي ذلك في الشريان الأبهر إلى تشكّل أم دم مغزلية. هناك أيضاً زيادة خطر تسلخ الأبهر.

## الجينات المسؤولة
| النوع | OMIM   | الجبن | الموضِع      |
| ----- | ------ | ----- | ----------- |
| AAT1  | 607086 |       | 11q23.3-q24 |
| AAT4  | 132900 | MYH11 | 16p         |
| AAT6  | 611788 | ACTA2 | 10q         |

## التسمية
تسمى الحالة أحياناً بـالنَّخَرُ الكِيْسِيُّ للغِلالَةِ الوَسْطانِيَّةِ بحَسَبِ إيردهايم (Erdheim cystic medial necrosis of aorta) نسبةً إلى دكتور علم الأمراض النمساوي يعقوب إيردهام.
تدعى أحياناً بـ التَنَكُّسٌ الكيسِيّ للغلالة الوسطانية بدلاً من النخر الكيسي للغلالة الوسطانية وذلك لغياب النخر في بعض الحالات.

## روابط خارجية
- GeneReview/NCBI/NIH/UW entry on Thoracic Aortic Aneurysms and Aortic Dissections